# ハニー (オハイオ・プレイヤーズのアルバム)
| 専門評論家によるレビュー | 専門評論家によるレビュー |
| レビュー・スコア         | レビュー・スコア         |
| 出典                     | 評価                     |
| ------------------------ | ------------------------ |
| Allmusic                 | [ 1 ]                    |
| Christgau's Record Guide | B+                       |

『ハニー』(Honey) は、アメリカ合衆国のバンド、オハイオ・プレイヤーズの7枚目のアルバム。1975年8月16日にマーキュリー・レコードからリリースされた。一般的に、古典的作品、このバンドの最高傑作アルバム、1970年代半ばのバンドの全盛期における最後の優れた大作と目されている。
オハイオ・プレイヤーズの従前のアルバム同様、『ハニー』は性的にきわどいカバー写真で知られている。本作では、ヌードの女性が蜂蜜の入ったベタベタのガラス瓶を右手に持ち、左手に持った匙から、淫らな様子で蜜を呑み込もうとしている。内側のカバー写真では、同じヌードの女性が、膝を折って仰向けに反り返りながらからだいっぱいに蜜をかけられており、別枠で配置されたバンドのメンバーたちの写真が、あたかも嬉々とした様子で彼女を見つめているように見える。この女性モデルは、『PLAYBOY』誌の1974年10月号で今月のプレイメイトを務めたエスター・コーデット (Ester Cordet) である。このアルバムは、第18グラミー賞において最優秀アルバム・パッケージ賞を受賞した。
本作は、シカゴのパラゴン・レコーディング・スタジオ (Paragon Recording Studios) で録音とリミックスがおこなわれ、バリー・ムラーズ (Barry Mraz) がレコーディング・エンジニアを務めた。Marty Link、Steve Kusiciel、Rob Kingsland、Paul Johnson が、テープ・オペレーターとしてクレジットされている。仕上げのミックスは、ギルバート・コング (Gilbert Kong) がニューヨークのマスターディスクでマスタリングした。
このアルバムは、『ビルボード』誌のアルバム・チャート Billboard 200 において1975年9月27日付で最高位の2位となったが、ジェファーソン・スターシップの『レッド・オクトパス (Red Octopus)』に阻まれて首位には達しなかった。さらに本作は、バンドにとって3枚目となる、Soul/Black Albums チャートの首位に立ったアルバムとなり、首位には3週間とどまった。

## リリースの経緯
通常の2チャンネル・ステレオのバージョンとは別に、4チャンネルステレオのバージョンが1975年にリリースされた。このバージョンは、アメリカ合衆国では8トラック・テープとして出回ったが、これはオハイオ・プレイヤーズの音源で、このフォーマットが出回った5作中の4作目であった。4チャンネルステレオのバージョンは、2001年にDTSミュージック・ディスクでリイシューされた。

## トラックリスト
| 全作詞・作曲: James Williams、Clarence Satchell、リロイ・ボナー、Marshall Jones、Ralph Middlebrooks、Marvin Pierce、William Beck。 |                                                                            | | |      |
| # | タイトル                                                                   | 作詞 | 作曲・編曲 | 時間 |
| 1. | 「ハニー (Honey)」                                                         | James Williams、Clarence Satchell、 リロイ・ボナー （ 英語版 ） 、Marshall Jones、Ralph Middlebrooks、Marvin Pierce、William Beck | James Williams、Clarence Satchell、 リロイ・ボナー （ 英語版 ） 、Marshall Jones、Ralph Middlebrooks、Marvin Pierce、William Beck | 4:15 |
| 2. | 「ホップ (Fopp)」                                                          | James Williams、Clarence Satchell、 リロイ・ボナー （ 英語版 ） 、Marshall Jones、Ralph Middlebrooks、Marvin Pierce、William Beck | James Williams、Clarence Satchell、 リロイ・ボナー （ 英語版 ） 、Marshall Jones、Ralph Middlebrooks、Marvin Pierce、William Beck | 3:45 |
| 3. | 「レッツ・ラブ (Let's Love)」                                              | James Williams、Clarence Satchell、 リロイ・ボナー （ 英語版 ） 、Marshall Jones、Ralph Middlebrooks、Marvin Pierce、William Beck | James Williams、Clarence Satchell、 リロイ・ボナー （ 英語版 ） 、Marshall Jones、Ralph Middlebrooks、Marvin Pierce、William Beck | 5:15 |
| 4. | 「エイント・ギブン・アップ・ノー・グラウンド (Ain't Givin' Up No Ground)」 | James Williams、Clarence Satchell、 リロイ・ボナー （ 英語版 ） 、Marshall Jones、Ralph Middlebrooks、Marvin Pierce、William Beck | James Williams、Clarence Satchell、 リロイ・ボナー （ 英語版 ） 、Marshall Jones、Ralph Middlebrooks、Marvin Pierce、William Beck | 1:45 |

| #  | タイトル                                                | 作詞 | 作曲・編曲 | 時間 |
| -- | ------------------------------------------------------- | ---- | ---------- | ---- |
| 5. | 「スイート・スティッキー・シング (Sweet Sticky Thing)」 |      |            | 6:13 |
| 6. | 「ラブ・ローラーコースター (Love Rollercoaster)」       |      |            | 4:52 |
| 7. | 「アローン (Alone)」                                    |      |            | 4:40 |

なお、曲名中の単語「Love」は、後年のリイシューCD盤などでは「ラブ」ではなく「ラヴ」と音写されている場合がある。

## パーソネル
- ジェイムズ・"ダイアモンド"・ウィリアムス (James "Diamond" Williams) - ドラムス、ティンバレス、コンガ、パーカッション、リード・ボーカル、バック・ボーカル
- ビリー・ベック (Billy Beck) - ピアノ、ハモンドオルガン、フェンダー・ローズ・ピアノ、RMIエレクトラピアノ、クラビネット、ARP Odyssey、ARP String Ensemble、パーカッション、リード・ボーカル、バック・ボーカル、「愛のローラーコースター」における「謎の叫び (mysterious scream)」の源
- マーヴィン・"マーヴ"・ピアース (Marvin "Merv" Pierce) - トランペット、フリューゲルホルン
- マーシャル・"ロック"・ジョーンズ (Marshall "Rock" Jones - エレクトリックベース
- リロイ・"シュガーフット"・ボナーLeroy "Sugarfoot" Bonner - ギター、リード・ボーカル、バック・ボーカル
- ラルフ・"ピー・ウィー"・ミドルブルックス (Ralph "Pee Wee" Middlebrooks) - トランペット
- クラレンス・"サッチ"・サッチェル (Clarence "Satch" Satchell) - テナー・サックス、バリトン・サックス、フルート

## プロダクション
- オハイオ・プレイヤーズ - プロデューサー
- バリー・ムラーズ、ギルバート・コング - レコーディング・エンジニア
- Marty Linke, Steve Kusiciel, Rob Kingsland, Paul Johnson - テープ・オペレーター
- リチャード・フェグリー（英語版） - 写真
- Jim Ladwig - アート・デザイン
- Joe Kotleba - デザイン

## 収録曲のカバー
- 「ホップ (Fopp)」は、サウンドガーデンが、1988年のEP『Fopp』で取り上げた。
- 「ラブ・ローラーコースター (Love Rollercoaster)」は、レッド・ホット・チリ・ペッパーズが1996年の映画『Beavis and Butt-Head Do America』のサウンドトラックで取り上げた。
- 「レッツ・ラブ (Let's Love)」は、ヴァネッサ・ウィリアムスがカバー・アルバム『Everlasting Love』で取り上げた。

## チャート
| チャート（1975年）                        | 最高位 |
| ----------------------------------------- | ------ |
| アメリカ合衆国 『ビルボード』Top LPs      | 2      |
| アメリカ合衆国 『ビルボード』Top Soul LPs | 1      |

シングル
| 年   | シングル             | 最高位                           | 最高位                |
| 年   | シングル             | アメリカ合衆国 Billboard Hot 100 | アメリカ合衆国 US R&B |
| ---- | -------------------- | -------------------------------- | --------------------- |
| 1975 | "Sweet Sticky Thing" | 33                               | 1                     |
| 1975 | "Love Rollercoaster" | 1                                | 1                     |
| 1976 | "Fopp"               | 30                               | 9                     |